# Feminismo lésbico
El feminismo lésbico, feminismo lesbiano o separatismo lésbico es un movimiento cultural y una perspectiva crítica que se hizo popular en la década de 1970 y principios de 1980 (principalmente en Norteamérica y Europa occidental). Este movimiento cuestiona la posición de las mujeres y los homosexuales en la sociedad. Algunas de sus pensadoras y activistas principales son Rita Mae Brown, Adrienne Rich, Audre Lorde, Marilyn Frye, Mary Daly, Sheila Jeffreys y Monique Wittig (aunque a esta última se le asocie con la teoría queer es feminista materialista).
A pesar de que históricamente el lesbianismo ha gozado quizá de una relación íntima con el feminismo y los proyectos feministas (desde por lo menos la década de 1890), el feminismo lésbico se contextualiza mejor como un movimiento que surge del anterior a raíz de la insatisfacción con la segunda oleada feminista y el movimiento gay a principios de la década de 1970. A finales de esta década, el feminismo lésbico constituye un campo de investigación dentro del ámbito académico, aunque limitado en su mayor parte a las disciplinas feministas.
Al igual que el feminismo, los estudios de lesbianas y gais y la teoría queer, el feminismo lésbico se caracteriza por la revisión y debate. Sin embargo, un elemento clave del mismo es el análisis de la heterosexualidad como una institución. Pero también de la heterosexualidad como capaz de configurar la subjetividad para "producir" mujeres con ciertos mandatos obedientes a los valores heteronormativos, y que vivan sus emociones (el amor) de una forma heteronormativa (incluso en relaciones lésbicas). Esto parte de, y muestra un, enfoque histórico de la "homosexualidad" como objetivo de escrutinio, especialmente sus orígenes. Los textos feministas lésbicos intentan desnaturalizar la heterosexualidad, y una vez hecho esto, plantear hipótesis sobre sus "raíces" en instituciones tales como el patriarcado, el capitalismo y el colonialismo. Además, las feministas lésbicas abogan por el lesbianismo como un resultado racional de la alienación e insatisfacción con estas instituciones. También hay enfoques más discursivos del feminismo lésbico, que plantean el papel del discurso heterosexual en la configuración del "mundo interno" y de las formas de vivir los sentimientos que perpetúan la desigualdad en las maneras de entender el amor o las relaciones afectivo-sexuales (Ahmed, Noizet). 

## Ideas principales
Se debe distinguir entre el feminismo lésbico como perspectiva crítica y el feminismo lésbico como movimiento cultural. Ambos cuestionan la posición de las lesbianas, hombres gais y mujeres en la sociedad, pero ofrecen diversas estrategias diferentes. Además, este último es bastante más específico. Sheila Jeffreys (2003:19) por ejemplo define que el feminismo lésbico tiene siete temas clave:
- Énfasis en el amor de una mujer por otra mujer
- Organizaciones separatistas
- Comunidad e ideas
- Idea de que el lesbianismo trata sobre elecciones y resistencia
- Idea de que lo personal es lo político
- Rechazo de la jerarquía en la forma de role-playing (juego de roles) y sadomasoquismo
- Crítica de la supremacía masculina que erotiza la desigualdad

Se debe constatar sin embargo que Jeffreys es una figura muy controvertida no sólo fuera, sino también dentro del movimiento feminista lésbico. Ha recibido críticas, entre otras cosas, por ser demasiado específica en sus criterios. Sin embargo, es un punto de partida útil.

### Biología, elección y constructivismo social
Como se ha descrito arriba, el feminismo lésbico sitúa el lesbianismo como una forma de resistencia a las instituciones "hechas por los hombres". La orientación sexual se entiende como una elección personal, o por lo menos como una respuesta consciente a una determinada situación. De hecho, podría argumentarse que el feminismo lésbico dio pie, si es que no estableció la base, para que la teoría queer señalara que la sexualidad está especificada culturalmente.
De hecho, el feminismo lésbico se entiende como una estrategia feminista que permite a las mujeres invertir sus energías en otras mujeres, creando nuevos espacios y diálogo sobre las relaciones entre mujeres, y también, que permite usar más tiempo para evadir a los hombres.

### Separatismo
El separatismo es una estrategia principal del feminismo lésbico, y quizá la más polémica. Este es lógicamente un punto de vista minoritario y aislado, pero sin embargo ha generado bastante literatura e investigación sobre si los hombres son realmente necesarios. Algo de esto se enfoca a temas de reproducción, por ejemplo partes del texto clásico de Mary Daly (Gyn/Ecology). Otros enfoques exploran las historias de violencia masculina, e incluso otras los genocidios históricos perpetrados contra grupos de mujeres. La brujería sería el ejemplo más obvio, pero también se puede hacer referencia a aspectos más generales y variados como la preferencia de descendencia masculina a lo largo de la historia de la Humanidad.
Por otra parte, las feministas lesbianas han situado el separatismo como algo que se da generalmente y han explorado la mitología que lo rodea. El ensayo de 1978 de Marilyn Frye, "Notes on Separatism and Power" (Apuntes sobre el separatismo y el poder) es un ejemplo de esto. Frye señala que el separatismo es una estrategia empleada por todas las mujeres, en algún momento, y que está presente en muchos proyectos feministas (se podrían citar por ejemplo los refugios para mujeres, las cuotas electorales o los programas de estudios para mujeres). Argumenta que únicamente cuando las mujeres lo realizan conscientemente como una separación de los hombres, es cuando se trata de manera controvertida (o, como ella sugiere, con histeria). El separatismo masculino, por otra parte, se percibe como algo normal, incluso lógico (por ejemplo, los clubes de caballeros, las uniones laborales, los equipos deportivos, el ejército y, más debatido, los puestos de toma de decisiones en general).
Otras feministas lesbianas proponen la noción del "separatismo táctico" de los hombres, argumentando a favor e invirtiendo en cosas como santuarios para mujeres y grupos de toma de consciencia, pero también explorando prácticas de la vida diaria a las que las mujeres puedan acudir temporalmente para descansar o practicar estar solas y lejos de los hombres y la masculinidad.

## The Woman-Identified Woman
Si se pudiera establecer el nacimiento del movimiento feminista lésbico en un momento determinado, probablemente sería en mayo de 1970, cuando el grupo activista Radicalesbians, compuesto por 20 lesbianas lideradas por la novelista lesbiana Rita Mae Brown, tomaron el mando en una conferencia de mujeres en Nueva York (el Congreso para unir a las mujeres, al que no habían sido invitadas): subieron al escenario, se pusieron en fila llevando camisetas iguales en las que se leía Lavender Menace (La amenaza violeta) y exigieron el micrófono para leer a las 400 personas del público su ensayo The Woman-Identified Woman (La mujer identificada como mujer), que establecía los preceptos principales de su movimiento. 
Curiosamente, y contrariamente al mito popular de 'marimachos, mujeres que odian a los hombres', las feministas lésbicas rechazaron desde el primer momento la masculinidad de las mujeres. Se percibía como intentar ser hombres 'por la puerta de atrás' (y esto se ha demostrado de manera patronizadora en la literatura, como han argumentado algunas académicas queer). En el mejor caso, se interpreta como intentar engañar con respecto al género, y en el peor caso, como intentar apoyar de manera consciente las formas más violentas de la masculinidad masculina. Jeffreys (2003:13) señala que "todas las formas de masculinidad son problemáticas." 
Esta es una de las áreas en las que el feminismo lésbico difiere de la teoría queer, que se puede quizá resumir en la frase humorística de Judith Halberstam: "Si Sheila Jeffreys no existiera, Camille Paglia tendría que haberla inventado.

## Tensiones con el feminismo
Como perspectiva crítica, el feminismo lésbico se define mejor al contrastarlo con el feminismo y la teoría queer. Se ha argumentado que el feminismo ha llegado a ser homofóbico en su fracaso al integrar la sexualidad como una categoría fundamental de interés de género, y por su tratamiento del lesbianismo como un tema aparte y no relacionado. El texto clásico de 1980 de Adrienne Rich (1980) "Compulsory Heterosexualilty and Lesbian Existence" (Heterosexualidad obligatoria y existencia lésbica) es instructivo, pero también se puede citar Signs, aparecido el verano de 1980 en el "The Lesbian Issue." 
Sin embargo, se debe señalar que desde entonces el feminismo lésbico se ha confinado a las disciplinas feministas, y que, a grandes rasgos, no parece haber problemas con esta situación.

## Tensiones con la teoríaqueer
Se puede argumentar que muchos proyectos feministas lésbicos se enmarcan dentro de los estudios y teoría queer, pues muchas de sus intelectuales, tales como Judith Butler, Judith Halberstam o Gayle Rubin, si no son "feministas lésbicas", desde luego son lesbianas, feministas, y buscan respuestas a las preguntas sobre el género y la sexualidad. 
Barry (2002) sugiere que al elegir entre las posibles alternativas (feminismo lésbico y/o teoría queer) uno se debe plantear qué es lo más "fundamental en la identidad personal," si el género o la sexualidad.

### Sobre el BDSM, violencia sexual y la pornografía
Existen posturas de corte fundamentalista que niegan y repudian las prácticas del BDSM, ignorando el componente lúdico y el deseo de quienes las llevan a cabo, argumentando que, como el enfoque del feminismo lésbico es la igualdad completa en las relaciones sexuales, habría una asimetría en las prácticas sexuales del BDSM.